# Росаль-де-ла-Фронтера
Росаль-де-ла-Фронтера (ісп. Rosal de la Frontera) — муніципалітет в Іспанії, у складі автономної спільноти Андалусія, у провінції Уельва. Населення — 1911 осіб (2010).

## Географія
Муніципалітет розташований на португальсько-іспанському кордоні.
Муніципалітет розташований на відстані близько 410 км на південний захід від Мадрида, 80 км на північ від Уельви.

## Демографія
Динаміка населення (INE ):